# Ель-Пуенте-дель-Арсобіспо
Ель-Пуенте-дель-Арсобіспо (ісп. El Puente del Arzobispo) — муніципалітет в Іспанії, у складі автономної спільноти Кастилія-Ла-Манча, у провінції Толедо. Населення — 1436 осіб (2010).
Муніципалітет розташований на відстані близько 140 км на південний захід від Мадрида, 100 км на захід від Толедо.

## Демографія
Динаміка населення (INE ):

## Уродженці
- Грегоріо Беніто (*1946 — †2020) — іспанський футболіст, захисник.

## Галерея зображень

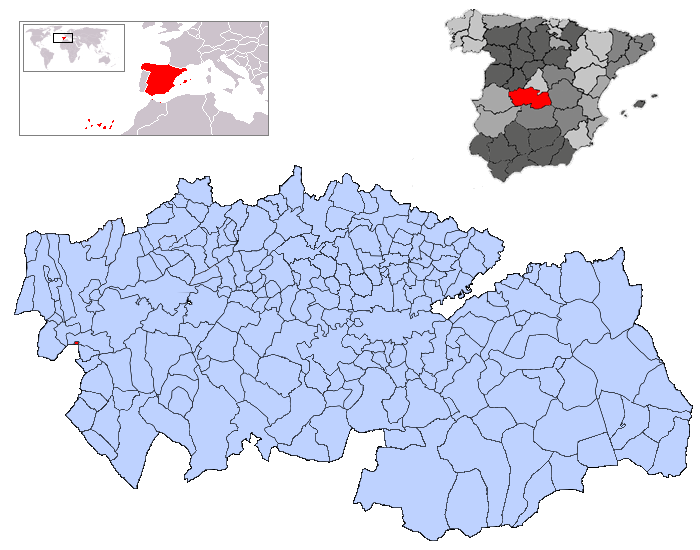
Розташування муніципалітету у провінції Толедо